# Notosolenus apocamptus
Notosolenus apocamptus is een soort in de taxonomische indeling van de Euglenozoa. Deze micro-organismen zijn eencellig en meestal rond de 15-40 mm groot. Het organisme komt uit het geslacht Notosolenus en behoort tot de familie Petalomonadaceae. Notosolenus apocamptus werd in 1884 ontdekt door Stokes.